# Echsenbeckensaurier
Die Echsenbeckensaurier (Saurischia) sind eine Gruppe der Dinosaurier.
Nach der 1887 durch Harry Govier Seeley vom King’s College London eingeführten und lange prägenden Systematik sind Echsenbeckensaurier neben den Vogelbeckensauriern (Ornithischia) eine der beiden Ordnungen beziehungsweise Entwicklungslinien der Dinosaurier. Diese Unterscheidung der Dinosaurier war ein großer Schritt zum besseren Verständnis ihrer Verwandtschaftsverhältnisse. Bis dahin waren schon einige gut erhaltene Dinosaurier-Skelette beschrieben worden und Seeley bemerkte, dass man sie anhand ihrer Beckenanatomie in zwei Gruppen einteilen konnte. Seeley nannte diese beiden Gruppen Saurischia und Ornithischia. Später wurden sie definiert als alle Dinosaurier, die mehr mit Allosaurus als mit Stegosaurus verwandt sind.
Neuere Ansätze setzen die Saurischia  als Schwestergruppe der neu vorgeschlagenen Klade Ornithoscelida.

## Merkmale

Becken eines Echsenbeckensaurier

Bei den Echsenbeckensauriern sind die Beckenknochen in etwa wie bei anderen Reptilien angeordnet. Der große, klingenförmige obere Knochen, das Darmbein (Ilium), ist über eine Reihe kräftiger Rippen mit der Wirbelsäule verbunden; sein unterer Rand bildet den oberen Teil der Hüftgelenkpfanne (Acetabulum). Unter dem Darmbein liegt das Schambein (Pubis), ein großer Knochen, der nach unten und leicht nach vorn zeigt. Dahinter befindet sich das Sitzbein (Ischium), das nach hinten weist. Alle drei Knochen sind am Aufbau der Hüftgelenkpfanne beteiligt, die bei den Dinosauriern eine tiefe, runde Öffnung in der Seite des Beckens bildet. Daneben teilen sie etwa ein dutzend weitere abgeleitete Merkmale, darunter eine besondere Ausprägung der äußeren Nasenöffnungen, die Verlängerung der hinteren Halswirbel, ein vergrößerter fünfter Finger, sowie der Bau der Wirbel und der Extremitäten.

## Systematik
Die Saurischia werden in die stets sich auf zwei Beinen fortbewegenden (bipeden), überwiegend fleischfressenden Theropoden und die vierbeinigen, pflanzenfressenden Sauropodomorpha eingeteilt, welche die größten Landtiere hervorbrachten, die jemals die Erde bewohnten. Zu den Theropoden zählen unter anderem die meisten der „gefiederten Dinosaurier“ sowie die Vögel.
Folgendes Kladogramm macht die verwandtschaftlichen Beziehungen der Hauptgruppen der Saurischia deutlich:
|              | Herrerasauridae                                               |
|              |                                                               |
| Eusaurischia | \| \| Theropoda \| \| \| \| \| \| Sauropodomorpha \| \| \| \| |
|              | \| \| Theropoda \| \| \| \| \| \| Sauropodomorpha \| \| \| \| |
|              | Theropoda                                                     |
|              |                                                               |
|              | Sauropodomorpha                                               |
|              |                                                               |

|  | Theropoda       |
|  |                 |
|  | Sauropodomorpha |
|  |                 |

Vergleich der Echsen- und der Vogelbeckensaurier

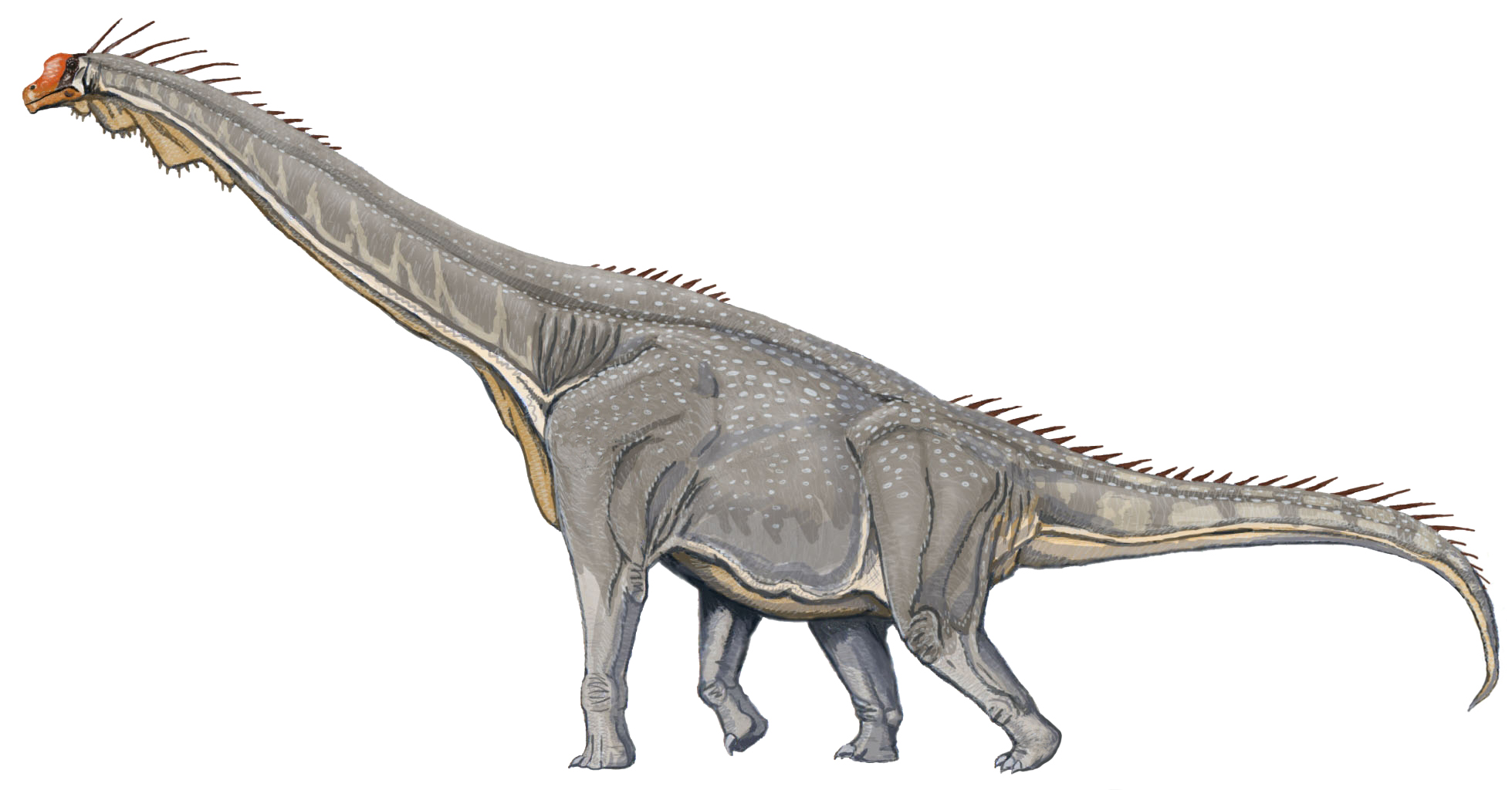
Brachiosaurus

In einer phylogenetischen Studie aus dem Jahr 2017, basierend auf der detaillierten Analyse von 74 Taxa und 457 Merkmalen, schlagen die Paläontologen Matthew G. Baron, David B. Norman und Paul M. Barrett eine radikal neue Systematik vor. Demnach werden die Vogelbeckensaurier und die Theropoden als Schwestergruppen in der Klade Ornithoscelida (griechisch skelis „Bein“) vereint, die Thomas Henry Huxley bereits 1880 so benannt hatte. Die Sauropodomorpha bilden zusammen mit Herrerasauridae die neu definierte Klade Saurischia. Die Dinosaurier bestehen somit aus den beiden Entwicklungslinien Saurischia und Ornithoscelida:
|  | Herrerasauridae |
|  |                 |
|  | Sauropodomorpha |
|  |                 |

|  | Ornithischia |
|  |              |
|  | Theropoda    |
|  |              |

|  | Herrerasauridae |
|  |                 |
|  | Sauropodomorpha |
|  |                 |

|  | Ornithischia |
|  |              |
|  | Theropoda    |
|  |              |

Basale Saurischia ohne Zuordnung zu einer höheren Klade sind:
- Eoraptor
- Guaibasaurus
- Saturnalia
- Alwalkeria
- Chindesaurus